# Gubernatorstwo Bizerta
Gubernatorstwo Bizerta (arab. ولاية بنزرت) – jest jednym z 24 gubernatorstw w Tunezji, znajdujące się w północnej części kraju.